# Oskar Tietz
Oskar Tietz (Berlino, 18 ottobre 1895 – Berlino, 16 maggio 1975) è stato un ciclista su strada e pistard tedesco, forte seigiornista vinse tre edizioni della prestigiosa Sei giorni di Berlino.
Fra i suoi risultati più prestigiosi nelle prove su strada figurano i podi al Meisterschaft von Zürich 1926 e 1927 ed al Deutschland Tour 1929.

## Palmares

### Strada
- 1925 (Individuale, una vittoria)

Rund um Berlin
- 1926 (Individuale, una vittoria)

Harzrundfahrt - Tour de Harz

### Pista
- 1923 (Individuale, una vittoria)

Sei giorni di Berlino (con Fritz Bauer)
- 1929 (Individuale, una vittoria)

Sei giorni di Francoforte (con Willy Rieger)
- 1931 (Individuale, una vittoria)

Sei giorni di Berlino (con Paul Broccardo
- 1932 (Individuale, due vittorie)

Sei giorni di Berlino (con Paul Broccardo)
Sei giorni di Francoforte (con Adolf Schon)
- 1933 (Individuale, una vittoria)

Sei giorni di Monaco di Baviera (con Frans Lehmann)

## Piazzamenti

### Grandi giri
- Tour de France

1930: ritirato (alla 9ª tappa)

### Classiche monumento
- Giro di Lombardia

1925: 16º